# Condado de Fannin (Texas)
O Condado de Fannin é um dos 254 condados do estado norte-americano do Texas. A sede do condado é Bonham, e sua maior cidade é Bonham.
O condado possui uma área de 2 329 km² (dos quais 20 km² estão cobertos por água), uma população de 33 915 habitantes, e uma densidade populacional de 15 hab/km² (segundo o censo nacional de 2010).
O condado foi criado em 1837.